# Phép toán đại số

Các phép toán đại số trong lời giải cho phương trình bậc hai. Dấu khai căn, √ biểu thị một căn bậc hai, tương đương với lũy thừa với số mũ ½. Dấu ± có nghĩa là biểu thức có thể được viết bằng dấu + hoặc bằng dấu -.

Trong toán học, một phép toán đại số cơ bản là bất kỳ một trong những phép toán truyền thống của số học, mà là cộng, trừ, nhân, chia, nâng lên lũy thừa với số mũ nguyên, và khai căn (nghịch đảo của lũy thừa). Các hoạt động này có thể được thực hiện trên các số, trong trường hợp đó chúng thường được gọi là các phép toán số học. Chúng cũng có thể được thực hiện, theo cách tương tự, trên các biến, biểu thức đại số, và, nói chung hơn là trên các yếu tố của cấu trúc đại số, chẳng hạn như các nhóm và trường.
Thuật ngữ phép toán đại số cũng có thể được sử dụng cho các hoạt động có thể được xác định bằng cách gộp các phép toán đại số cơ bản, chẳng hạn như tích vô hướng. Trong phép vi tích phân và giải tích toán học, phép toán đại số cũng được sử dụng cho các phép toán có thể được xác định bằng các phương pháp đại số thuần túy. Ví dụ, lũy thừa với số mũ là số nguyên hoặc số hữu tỷ là một phép toán đại số, nhưng lũy thừa với số mũ là một số thực hoặc số phức thì không phải. Ngoài ra, đạo hàm là một phép toán không đại số.

## Ký hiệu
Các ký hiệu phép nhân thường được bỏ qua, khi không có toán tử giữa hai biến, hoặc khi một hệ số được sử dụng. Ví dụ: 3 × x2 được viết là 3x2 và 2 × x × y được viết là 2xy. Đôi khi các ký hiệu phép nhân được thay thế bằng dấu chấm hoặc dấu chấm ở giữa, nên x × y được viết là x. y hoặc x · y. Văn bản thuần túy, ngôn ngữ lập trình và máy tính cũng sử dụng một dấu hoa thị duy nhất để biểu thị ký hiệu nhân, và nó phải được sử dụng rõ ràng; ví dụ: 3x được viết là 3 * x.
Thay vì sử dụng ký hiệu obelus, ÷, phép chia thường được biểu thị bằng một một đường nằm ngang, ví dụ 3/x + 1. Trong các ngôn ngữ lập trình và văn bản đơn giản, một dấu gạch chéo (còn được gọi là solidus) được sử dụng, ví dụ 3 / (x + 1).
Số mũ thường được định dạng bằng ký tự đẩy lên cao hơn, ví dụ x2. Trong văn bản thuần túy và bằng ngôn ngữ đánh dấu TeX, ký hiệu dấu mũ, ^, đại diện cho số mũ, vì vậy x2 được viết là x ^ 2. Trong các ngôn ngữ lập trình như Ada, Fortran, Perl, Python  và Ruby, một dấu sao đôi được sử dụng, vì vậy x2 được viết là x ** 2.
Dấu cộng trừ, được sử dụng như một ký hiệu viết tắt cho hai biểu thức được viết là một, biểu thị một biểu thức bằng dấu cộng, biểu thức còn lại có dấu trừ. Ví dụ: y = x ± 1 đại diện cho hai phương trình y = x + 1 và y = x - 1. Đôi khi, nó được sử dụng để biểu thị một thuật ngữ dương hoặc âm như ± x.